# Herdicke

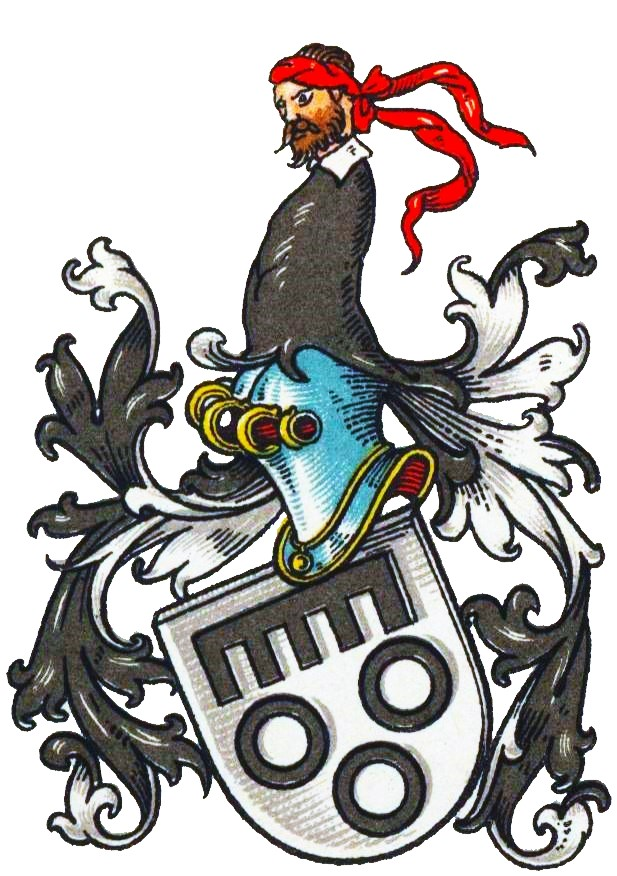
Stammwappen derer von Herdicke im Wappenbuch des Westfälischen Adels

Herdicke (auch Herreke, Herrike o. ä.) ist der Name eines erloschenen westfälischen Adelsgeschlechts.
Die Familie ist zu unterscheiden von einem gleichnamigen, aber wappenverschiedenen Dortmunder Patriziergeschlecht.

## Geschichte
Das Geschlecht hat seinen Namen nach Haus Opherdicke in Herdecke an der Ruhr. Anton Fahne listet zu dem Geschlecht eine Vielzahl von Personen auf, stellt dazu aber fest, dass es ihm nicht gelungen sei, festzustellen, ob die Personen zu einem oder mehreren gleichnamigen Geschlechtern gehören. Sicher zum hier behandelten Geschlecht gehörte Herman von Herreke, der 1339–1342 mit dem unten beschriebenen Wappen siegelte. Bereits 1173 erscheint ein Heinricus von Herrike als Urkundenzeuge für den Kölner Erzbischof.
Im 15. Jahrhundert scheint das Geschlecht erloschen zu sein. 1440 kommt noch Aleke von Herdicke als Stiftsdame im Stift Fröndenberg vor.

## Wappen
Blasonierung: In Silber ein schwarzer, fünflatziger Turnierkragen, darunter drei (2:1) schwarze Ringe. Auf dem Helm mit schwarz-silbernen Helmdecken eine schwarzgekleidete Puppe mit silbernen Kragen und roter nach links flatternder Kopfbinde.
Fahne spricht abweichend von einem geteilten Schild, in dem oben der Turnierkragen und unten die drei Ringe dargestellt seien.